# دوغلاس فيربيرن
دوغلاس فيربيرن (بالإنجليزية: Douglas Fairbairn)‏ (20 ديسمبر 1926، إلميرا في الولايات المتحدة - 2 أكتوبر 1997، ميامي في الولايات المتحدة)؛ روائي أمريكي.

## روابط خارجية
- دوغلاس فيربيرن على موقع IMDb (الإنجليزية)